# Petr Filippovič Jakubovič
Petr Filippovič Jakubovič, rusky Пётр Фили́ппович Якубо́вич, pseudonymy Matvej Ramšev, L. Melšyn, P. Ja. P. F. Grynevič, O´Konnor, Čezare Nykolyny a další, rusky Матвей Рамшев, Л. Мельшин, П. Я., П. Ф. Гриневич, О’Коннор, Чезаре Никколини, и др. (22. říjnajul./ 3. listopadu 1860greg. Issajewo, újezd Valdaj – 17. březnajul./ 30. března 1911greg.Petrohrad) byl ruský spisovatel a básník, který psal pod řadou pseudonymů a je známý zejména svými deníky ze Sibiře a básněmi.

## Život
Vystudoval Fakultu historie a filologie Petrohradské univerzity (1882). Od roku 1878 publikoval verše v různých časopisech. Jako člen ilegální revoluční organizace Narodnaja volja, jejímž byl ideologem a aktivistou, strávil mnoho let v carské katorze. Odsouzen k 18 letům nucených prací s „změkčeným trestem smrti“ byl nucen pracovat v dolech poblíž Něrčinska. Psal pod řadou pseudonymů, z nichž nejznámější je L. Melšin. Pod tímto pseudonymem vydal svůj skicář vzpomínek z tohoto období В мире отверженных, česky: Ve světě vyděděnců. Více než 20 let nesměl publikovat pod svým skutečným jménem. Kniha byla napsána za nejtěžších vězeňských podmínek.
V roce 1905, po krvavém potlačení Krvavé neděle, napsal jednu ze svých nejsilnějších básní „Červený sníh“ (rusky Красный снег), která se v sovětské éře se dostala do školních osnov. Přeložil do ruštiny Baudelaira.